# لول مورغان
لول مورغان (بالإنجليزية: Lol Morgan)‏ هو مدرب كرة قدم ولاعب كرة قدم بريطاني في مركز الدفاع، ولد في 5 مايو 1931 في روثرهام ‏ في المملكة المتحدة. لعب مع نادي دارلنجتون ونادي روذرهام يونايتد وهدرسفيلد تاون.

## وصلات خارجية
- لول مورغان على موقع قاعدة بيانات كرة القدم.إي يو (الإنجليزية)
- لول مورغان على موقع Soccerbase.com (مدرب) (الإنجليزية)